# Союз общин Курдистана
Сою́з общи́н Курдиста́на (КСК; курд. Koma Civakên Kurdistan; юж. зазаки Cemati Aileyî Kurdıstan) — межгосударственная национально-политическая организация, основанная курдским национальным лидером Абдуллой Оджаланом и включающая в себе несколько политических партий со схожей идеологией и целями.  
Ранее называлась Конфедерация народов Курдистана (Koma Komalên Kurdistan). В основу организации были положены идеи демократического конфедерализма.

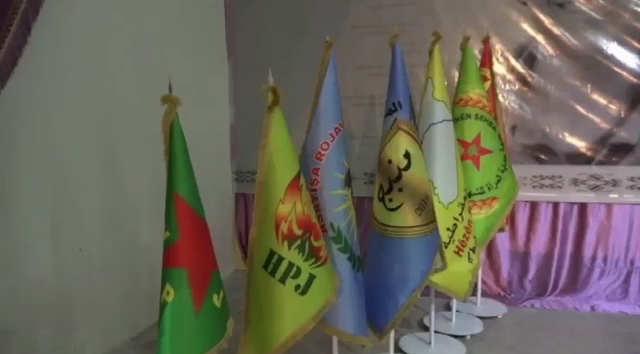
Флаги нескольких групп, связанных с Союзом общин Курдистана, во время конференции в Кобани, 2017 год

Абдулла Оджалан является почётным лидером организации, однако в связи с его заключением, KCK на генеральной ассамблее избрала Kongra-Gel, который служит в качестве законодательного органа. Президентом Kongra-Gel является Зубеир Айдар. Ассамблея избирает исполнительный совет в составе 31-го человека, председателем которого является Мурат Карайылан, а вице-президентом назначен Джемиль Байык.